# Maccabeus tentaculatus
Maccabeus tentaculatus is een soort in de taxonomische indeling van de peniswormen. 
De diersoort behoort tot het geslacht Maccabeus en behoort tot de familie Chaetostephanidae. De wetenschappelijke naam van de soort werd voor het eerst geldig gepubliceerd in 1973 door Por.